# 舍爾什尼 (文尼察區)
49°1′23″N 28°25′45″E / 49.02306°N 28.42917°E

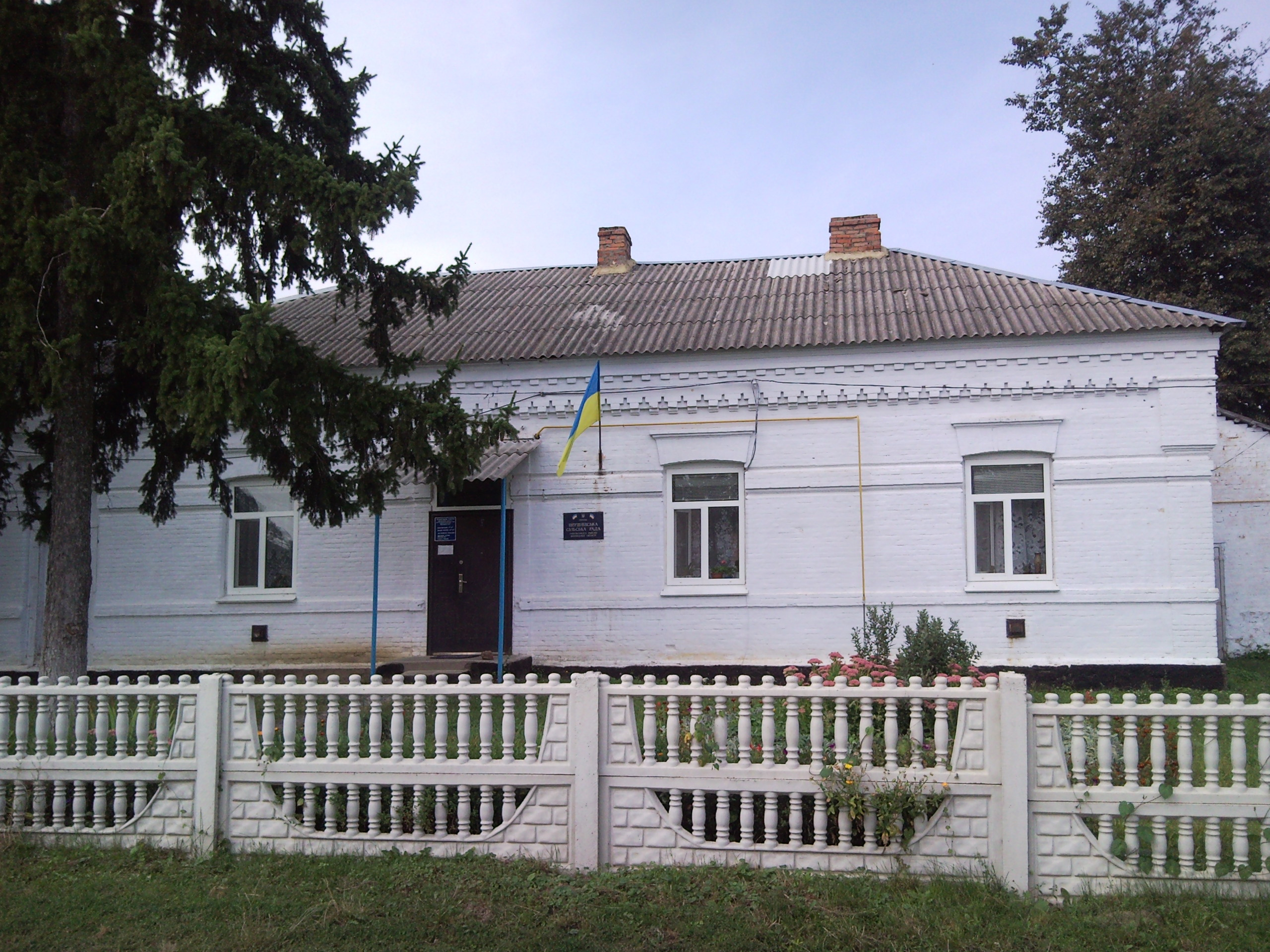

舍爾什尼（羅馬化：Shershni）是烏克蘭的村落，位於該國西南部文尼察州，由文尼察區負責管轄，始建於1570年，面積23.03平方公里，海拔高度291米，2001年人口901，人口密度每平方公里39.12人。